# La Verne
La Verne – miasto w Stanach Zjednoczonych, w stanie Kalifornia, w hrabstwie Los Angeles. W 2010 zamieszkiwało je 31 063 osób. Miasto leży na wysokości 323 metrów n.p.m. i zajmuje powierzchnię 22,175 km².
Prawa miejskie uzyskało 11 września 1906.